# Adaptatie (oog)
Bij het visueel systeem wordt de term adaptatie gebruikt voor het vermogen van het oog om zich aan te passen aan verschillende niveaus van lichtsterkte.

## Het bereik van lichtgevoeligheid
Het menselijk oog kan van extreem donkere tot extreem lichte omstandigheden werken. Het verschil in lichtsterkte tussen het helderste signaal en het zwakste signaal dat het oog kan waarnemen is ongeveer een ordegrootte 9. Het helderste signaal is dus 1.000.000.000 keer sterker dan het zwakste signaal. Op ieder moment echter kan het oog niet meer helderheidsverschil (contrast) dan een factor 1000 waarnemen. Door de interne definitie van wat zwart is bij te stellen kan het oog het veel grotere bereik van helderheidsverschillen aan.
Het duurt ongeveer 20-30 minuten voor het oog volledig van helder zonlicht naar complete duisternis is geadapteerd. Dit wordt donkeradaptatie genoemd.
Andersom duurt het slechts ongeveer 5 minuten om van duisternis naar helder zonlicht te adapteren. Dit wordt lichtadaptatie genoemd.
Adaptatie is niet het enige mechanisme wat gebruikt wordt om om te gaan met wisselende hoeveelheden licht. Door snel de pupilopening aan te passen (pupilreflex) kan de hoeveelheid licht die op het netvlies valt binnen een fractie van een seconde worden geregeld.
Donkeradaptatie verloopt trager met de leeftijd. Bovendien bereikt het oog bij jonge mensen uiteindelijk een veel gevoeliger waarnemingsniveau in het totale donker.

## Donkeradaptatie

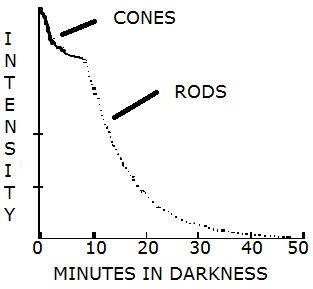
Visual Response to Darkness

Adaptatie komt vooral voor rekening van de staafjes en kegeltjes in het netvlies.
Boven ongeveer 0,03 cd/m² leveren vooral de kegeltjes een bijdrage aan het zien. Dit bereik noemen we fotopisch zicht. Bij lagere lichtsterktes dan 0,03 cd/m² zijn dat vooral de staafjes. Dat bereik wordt het scotopisch zien genoemd. In het overgangsgebied werken staafjes en kegeltjes in gelijke mate en dit wordt het mesopisch zien genoemd.
Wanneer men van een zeer lichte omgeving naar het donker gaat zullen eerst de kegeltjes zich aanpassen aan de veranderde lichtsterkte. Zij doen dit sneller dan de staafjes. Na ongeveer 10 minuten hebben de kegeltjes hun maximale lichtgevoeligheid bereikt. Hierna verandert de gevoeligheid van de kegeltjes niet meer zo sterk. Die van de staafjes gaat echter nog geruime tijd (tot wel 30 à 40 minuten) door. In de grafiek van de algehele lichtgevoeligheid is het moment waarop de staafjes het overnemen duidelijk te zien als een knik.

## Lichtadaptatie
Bij lichtadaptatie moet het oog snel de gevoeligheid verlagen aan een hogere lichtsterkte. Dit proces gaat veel sneller dan donkeradaptatie, gemiddeld ongeveer 5 minuten.

## Stoornissen
Wie een stoornis heeft in donkeradaptatie, zal vaak problemen ervaren met het zien in het schemer of donker. Er zijn echter meer oogaandoeningen waarbij dezelfde problemen ervaren kunnen worden. Zo kan iemand in het donker veel kleinere gezichtsvelden ervaren dan overdag, of last hebben van extra bijziendheid in het donker (nachtmyopie). Ook kan men last hebben van strooilicht hetgeen zich vaker in het donker uit dan overdag (bijvoorbeeld bij koplampen van tegenliggers). De term "nachtblindheid" heeft vaak meer betrekking op problemen die ervaren worden in het dagelijkse leven dan op een medische diagnose. Zo ervaren sommige mensen met de diagnose Congenitale Stationaire Nachtblindheid maar weinig klachten in het donker en is hun donkeradaptatie niet altijd sterk afwijkend.
Een stoornis in lichtadaptatie komt weinig voor. Ook hier komt vaak verwarring voor met andere klachten zoals lichthinder of fotofobie. Ook zijn er oogaandoeningen waardoor iemand overdag slechter ziet dan 's avonds, bijvoorbeeld bij de zeldzame aandoening achromatopsie.